# 29 ربيع الآخر
- السبت
- الأحد
- الاثنين
- الثلاثاء
- الأربعاء
- الخميس
- الجمعة

- 2528 سبتمبر 2024
- 2629 سبتمبر 2024
- 2730 سبتمبر 2024
- 281 أكتوبر 2024
- 292 أكتوبر 2024
- 303 أكتوبر 2024
- 14 أكتوبر 2024
- 25 أكتوبر 2024
- 36 أكتوبر 2024
- 47 أكتوبر 2024
- 58 أكتوبر 2024
- 69 أكتوبر 2024
- 710 أكتوبر 2024
- 811 أكتوبر 2024
- 912 أكتوبر 2024
- 1013 أكتوبر 2024
- 1114 أكتوبر 2024
- 1215 أكتوبر 2024
- 1316 أكتوبر 2024
- 1417 أكتوبر 2024
- 1518 أكتوبر 2024
- 1619 أكتوبر 2024
- 1720 أكتوبر 2024
- 1821 أكتوبر 2024
- 1922 أكتوبر 2024
- 2023 أكتوبر 2024
- 2124 أكتوبر 2024
- 2225 أكتوبر 2024
- 2326 أكتوبر 2024
- 2427 أكتوبر 2024
- 2528 أكتوبر 2024
- 2629 أكتوبر 2024
- 2730 أكتوبر 2024
- 2831 أكتوبر 2024
- 291 نوفمبر 2024
- 302 نوفمبر 2024
- 13 نوفمبر 2024
- 24 نوفمبر 2024
- 35 نوفمبر 2024
- 46 نوفمبر 2024
- 57 نوفمبر 2024
- 68 نوفمبر 2024

29 ربيع الآخر أو 29 ربيع الثاني أو يوم 29 \ 4 (اليوم التاسع والعشرون من الشهر الرابع) هو اليوم الثامن عشر بعد المائة (118) من أيَّام السنة (أو التاسع عشر بعد المائة لو كان شهر صفر مُتممًا لليوم الثلاثين) وفق التقويم الهجري القمري (العربي). يبقى بعده 236 أو 237 يومًا لانتهاء السنة.

## أحداث
- 648هـ - تولية السلطان عز الدين أيبك الحكم في مصر بعد السلطانة شجر الدر، التي تزوجته وتنازلت عن السلطنة بعد ازدياد الضغوط الداخلية والخارجية عليها.
- 948هـ - القائد العثماني غازي محمد باشا يحقق انتصارًا كبيرًا على الجيش الألماني قرب بودين القريبة من المجر.
- 1310هـ - صدور مجلة الفتاة التي تعدّ أول مجلة نسائية في الوطن العربي، وقد أصدرتها هند نوفل في الإسكندرية.
- 1356هـ - توقيع ميثاق عدم اعتداء بين كل من تركيا والعراق وإيران وأفغانستان، وهو بمنزلة ميثاق شرفي لا ينطوي على التزامات بين تلك الدول الإسلامية التي تستطيع أن تقدم مساعدات فعالة ضد الدول ذات الأطماع الاستعمارية.
- 1371هـ - اندلاع حريق كبير في القاهرة التهمت خلاله النار نحو 700 محل وسينما وكازينو وفندق ومكتب ونادي في شوارع وميادين وسط المدينة.
- 1382هـ - اختيار «حكمت أبو زيد» كوزيرة للشئون الاجتماعية في مصر، وهذه هي المرة الأولى التي تتولى فيها امرأة منصب الوزير في مصر.
- 1412هـ - إطفاء آخر بئر نفط محترق في الكويت من جراء الغزو العراقي عليها.
- 1423هـ - تأسيس المقر الجديد للاتحاد الأفريقي في أديس أبابا بعدما تحولت من منظمة الوحدة الأفريقية.
- 1431هـ - عواصف وأعاصير قوية تضرب شرق الهند وبنغلاديش وتسفر عن مصرع 140 شخصًا.
- 1432هـ - الرئيس السوري بشار الأسد يعين الدكتور عادل سفر رئيسًا للوزراء.
- 1437هـ -
  - المملكة العربيَّة السُعوديَّة تُعلن عزمها القيام بِمُناورات تدريبَّية تحمل عنوان مُناورات رعد الشمال على الحُدود الشماليَّة بِمُشاركة عدَّة دُول عربيَّة وإسلاميَّة في سبيل مُكافحة الإرهاب وحماية المنطقة والمصالح الاستراتيجيَّة من المخاطر وفق ما أعلنه المسؤولون السُعوديّون، على أن تنطلق تلك المُناورات يوم 18 جمادى الأولى 1437هـ.
  - الإمارات العربية المتحدة تعلن عن إعادة هيكلة الحكومة واستحداث منصب وزير للسعادة والتسامح وشؤون الشباب.
- 1438هـ - الرئيس الأمريكي دونالد ترامب يوقع أمرًا تنفيذيًا يحظر دخول مواطني سبعة بلدان ذات أغلبية مسلمة إلى الولايات المتحدة لأجل محدد، مما أثار احتجاجات وجدل قانوني.
- 1440هـ - الرئيس السوداني عمر حسن البشير يلتقي الرئيس السوري بشار الأسد في دمشق خلال زيارة رسمية مفاجئة هي الأولى لرئيس عربي إلى سوريا منذ اندلاع الثورة السورية.

## مواليد
- 1379هـ - أحمد السيد النجار، اقتصادي مصري.
- 1387هـ - ليلى سمور، ممثلة سورية.
- 1395هـ - حازم إمام، لاعب كرة قدم مصري.

## وفيات
- 799 هـ - تاج الدين السنجاري، فقيه حنفي ولغوي وأديب عراقي.
- 1322هـ - مصطفى بن علي بن رضوان، فقيه وأديب تونسي وأحد أعلام جامع الزيتونة.
- 1336هـ - عبد الحميد الثاني، السلطان العثماني الخامس والثلاثون.
- 1356هـ - موسى أبو خمسين، فقيه جعفري وقاضي سعودي.
- 1380هـ - محمد بن يوسف الكافي، فقيه تونسي من المنتقدين لآراء جمال الدين الأفغاني ومحمد عبده.
- 1381هـ - سليم حسن، أحد روّاد علم الآثار المصرية.
- 1428هـ - جوهر جاسباريان، مغنية أوبرا أرمنية مصرية.
- 1433هـ -
  - عزيز العلوي، ممثل مغربي.
  - محمد إبراهيم نقد، سياسي سوداني.
- 1437هـ - عيسى الجساس، لاعب وحكم كرة قدم دولي كويتي.

## وصلات خارجية
- موقع قصة الإسلام: حدث في شهر ربيع الأوَّل.